# Alianza Evangélica Mundial
La Alianza Evangélica Mundial o AEM (en inglés, World Evangelical Alliance o WEA) es una organización interdenominacional de iglesias cristianas evangélicas fundada en 1846 en Londres, Inglaterra, y que actualmente engloba a un total de aproximadamente 600 millones de personas. Reúne a 9 alianzas regionales y 143 alianzas nacionales de iglesias cristianas evangélicas, y más de 100 organizaciones internacionales, de 129 países. Tiene su sede en Deerfield (Illinois), Estados Unidos. Su líder es el pastor zimbabuense Goodwill Shana.

## Historia
La organización tiene sus orígenes en la Evangelical Alliance, una organización británica fundada en 1846 por 52 denominaciones evangélicas en Londres, Inglaterra. En 1951, la World Evangelical Fellowship fue fundada por líderes evangélicos de 21 países en la primera asamblea general en Woudschoten (Zeist) en los Países Bajos.  En 2001, después de la Asamblea General en Kuala Lumpur, la Comunidad Evangélica Mundial se convirtió en la Alianza Evangélica Mundial. En 2006, abrió una oficina en las  ONU en Ginebra, que se agregó a la de Ciudad de Nueva York. En 2018, estableció su sede en Deerfield (Illinois), Estados Unidos. En abril de 2024, el pastor zimbabuense Goodwill Shana se convierte en presidente ejecutivo. 

## Estadísticas
En 2025, la AEM incluye 143 alianzas nacionales de iglesias y 600 millones de personas. Por otra parte, la AEM incluye un gran porcentaje de las iglesias cristianas evangélicas, ya que algunas iglesias no son miembros de una denominación cristiana o alianza nacional.

## Creencias
La Alianza tiene una confesión de fe evangélica.

## Comisiones
En 1974, la AEM creó seis comités para lograr mejor sus objetivos.
- Compromiso con la Alianza: Fortalecer las alianzas evangélicas existentes y crear otras nuevas.

- Compromiso con la Iglesia: Proporcionar programas y recursos a las iglesias para diferentes grupos sociales.

- Compromiso público: Defender la migración y los refugiados, la paz.

- Promoción global: coordinar alianzas con organizaciones internacionales, como las Naciones Unidas.

- Teología global: Reflexión sobre temas de teología evangélica, y cuestiones de importancia para las iglesias y la sociedad alrededor del mundo, monitoreando la libertad religiosa.

- Testigo global: Coordinación de actividades de evangelización.

## Gobernanza
La gobernanza de la organización está garantizada por un Secretario General y secretarios regionales en las 9 regiones miembros continentales.

### Lista de exdirigentes
Esta lista contiene los exdirigentes de la AEM desde 1951.
1. Roy Cattell (Inglaterra) y J. Elwin Wright (Estados Unidos), Secretarios Conjuntos, 1951-1953.
2. A.J. Dain (Inglaterra) y J. Elwin Wright (Estados Unidos), Secretarios Conjuntos, 1953-1958.
3. Fred Ferris (Estados Unidos), Secretario Internacional, 1958-1962.
4. Gilbert Kirby (Inglaterra), Secretario Internacional, 1962-1966.
5. Dennis Clark (Canadá), Secretario Internacional, 1966-1970.
6. Gordon Landreth (Inglaterra), Secretario Internacional, interino 1970-1971.
7. Clyde Taylor (Estados Unidos), Secretario Internacional, 1971-1975.
8. Waldron Scott (Estados Unidos), Secretario General, 1975-1980.
9. Wade Coggins (Estados Unidos), Secretario General, interino 1981.
10. David M. Howard (Estados Unidos), Director Internacional, 1982-1992.
11. Agustín Vencer (Filipinas), Director Internacional, 1992-2001.
12. Gary Edmonds (Estados Unidos), Secretario General, 2002-2004.
13. Geoff Tunnicliffe (Canadá), Secretario General, 2005-2014.
14. Efraim Tendero (Filipinas), Secretario General, 2015-2021.

## Asambleas generales
Una asamblea general se lleva a cabo cada seis años en un país que varía en función del año. Es un tiempo de oración y conferencias. Permite la ejecución de los procedimientos administrativos y la formación de los líderes de cada país. La última Asamblea General se celebró en 2019 en Yakarta en Indonesia y los líderes se comprometieron notablemente a construir alianzas en los 62 países que no las tienen y a involucrarse más en la libertad religiosa.

### Lista de anteriores asambleas generales
Esta lista contiene las anteriores asambleas generales de la AEM desde 1951.
1. 1951: Ámsterdam (Woudschoten), Países Bajos, 4-11 de agosto.
2. 1953: Clarens, Suiza, 27-31 de julio.
3. 1956: Rhode Island, Estados Unidos, 27-31 de agosto.
4. 1962: Hong Kong, China 25 de abril-2 de mayo.
5. 1968: Lausana, Suiza, 4-10 de mayo.
6. 1974: Château-d'Œx, Suiza, 25-29 de julio.
7. 1980: Londres (Hoddesdon), Inglaterra, 24-28 de marzo.
8. 1986: Singapur, 23-27 de junio.
9. 1992: Manila, Filipinas, 21-26 de junio.
10. 1997: Abbotsford, Canadá, 8-15 de mayo.
11. 2001: Kuala Lumpur, Malasia, 4-10 de mayo.
12. 2008: Pattaya, Tailandia, 25-30 de octubre.
13. 2019: Yakarta, Indonesia, 7-14 de noviembre

## Programas sociales
La lucha contra la pobreza es una de las principales preocupaciones de la AEM. Las publicaciones y reuniones de la Alianza son los medios utilizados para influir e inspirar iniciativas de desarrollo y acciones humanitarias en las iglesias, las ONG y la política. Este es el origen de «Micah Challenge» (‘Desafío Miqueas’), una iniciativa para educar a los cristianos y promover la toma de decisiones entre los líderes.